# Rhipiliaceae
Famille
Les Rhipiliaceae sont une famille d’algues vertes de l’ordre des Bryopsidales. 

## Étymologie
Le nom vient du genre type Rhipilia, dérivé de "rhipi", éventail, en référence à la forme de cette algue.

## Liste des genres
Selon AlgaeBase (11 août 2017), ITIS (11 août 2017) et World Register of Marine Species (11 août 2017) :
- Rhipilia Kützing, 1858
- Rhipiliopsis A.Gepp & E.S.Gepp, 1911